# Sveno Montelius
Sveno Montelius, född 1639 i Hagebyhöga socken, död 7 juni 1696 i Östra Ny socken, var en svensk präst i Östra Ny församling.

## Biografi
Sveno Montelius föddes 1639 på Appelby i Hagebyhöga socken. Han var son till bonden Elas Svensson och Christina Bononiidotter. Montelius studerade vid gymnasiet[var?] och prästvigdes 8 juli 1670. Han blev 1670 kollega i Söderköping och blev 1676 hovpredikant på Stegeborg. Montelius blev 1680 kyrkoherde i Östra Ny församling. Han avled 7 juni 1696 i Östra Ny socken och begravdes i Östra Ny kyrkas kor.

### Familj
Montelius gifte sig första gången 14 september 1670 med Engela Andersdotter (1631–1690). De fick tillsammans barnen Stina (1671–1720), Catharina, Anna Lisken, en dotter (död 1711) och Adolph Johan (född 1680).
Montelius gifte sig andra gången 1691 med Catharina Carlsdotter. Hon var dotter till borgmästaren Carl Larsson och Brita Svensdotter i Nyköping. De fick tillsammans barnen Anna Christina (1694–1699) och Maria.